# 和宜明
和宜明（1957年4月3日—），汉族，河南武陟县人，1977年12月参加工作，1984年5月加入中共，2005年取得长江商学院工商管理硕士学位。1994年12月到1995年11月，任中共乌鲁木齐市南山矿区党委书记。2001年8月，任中共乌鲁木齐市委副书记。2007年3月任新疆自治区外经贸厅厅长；2009年4月至2017年5月任新疆自治区商务厅厅长。